# Montella
Montella – miejscowość i gmina we Włoszech, w regionie Kampania, w prowincji Avellino.
Według danych na 1 stycznia 2022 roku gminę zamieszkiwało 7311 osób (3540 mężczyzn i 3771 kobiet).
W miejscowości znajduje się stacja kolejowa Montella.

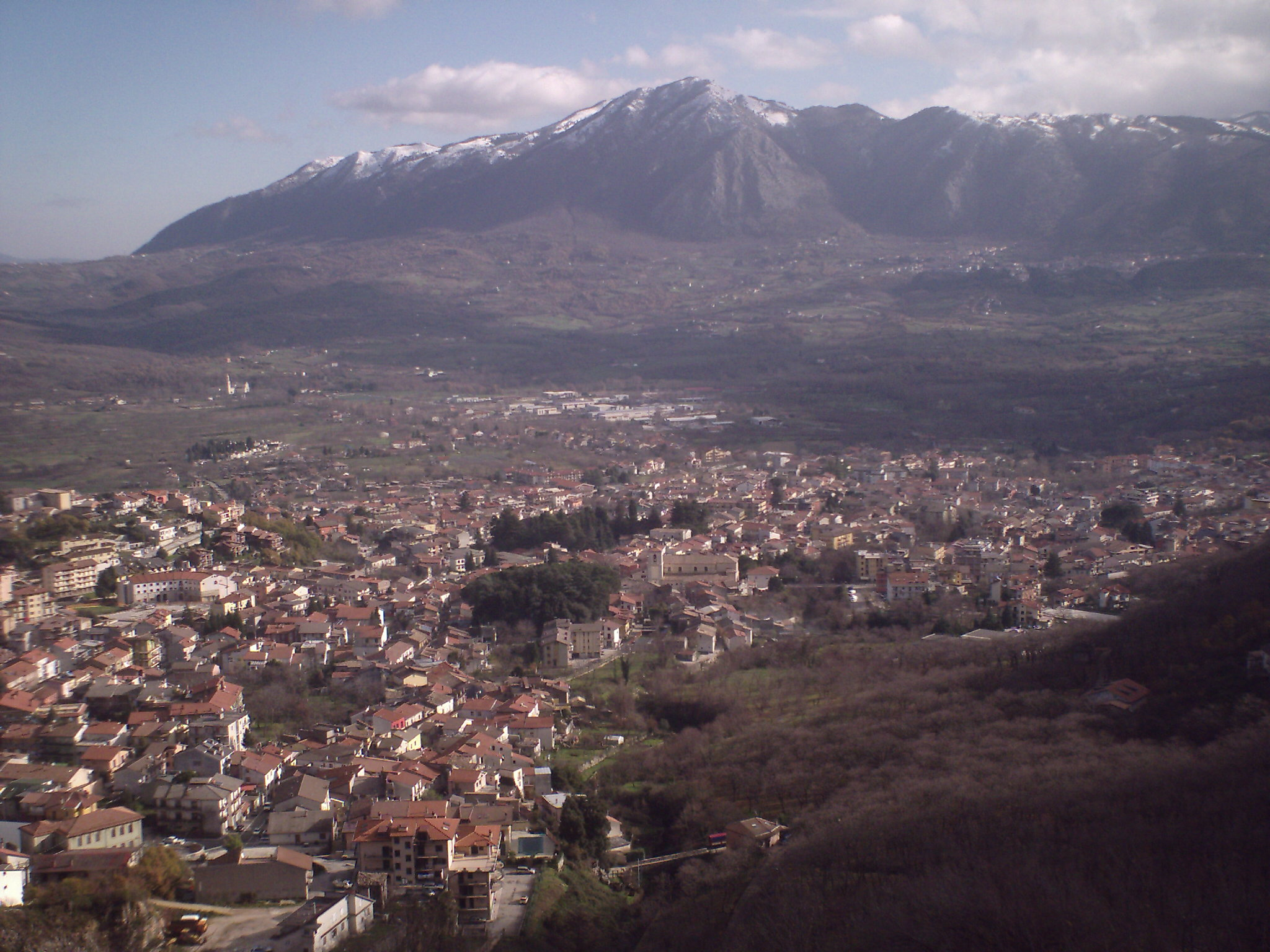
Montella